# Basilia traubi
Basilia traubi är en tvåvingeart som beskrevs av Maa 1968. Basilia traubi ingår i släktet Basilia och familjen lusflugor.
Artens utbredningsområde är Oaxaca (Mexiko). Inga underarter finns listade i Catalogue of Life.